# Párhuzamos port

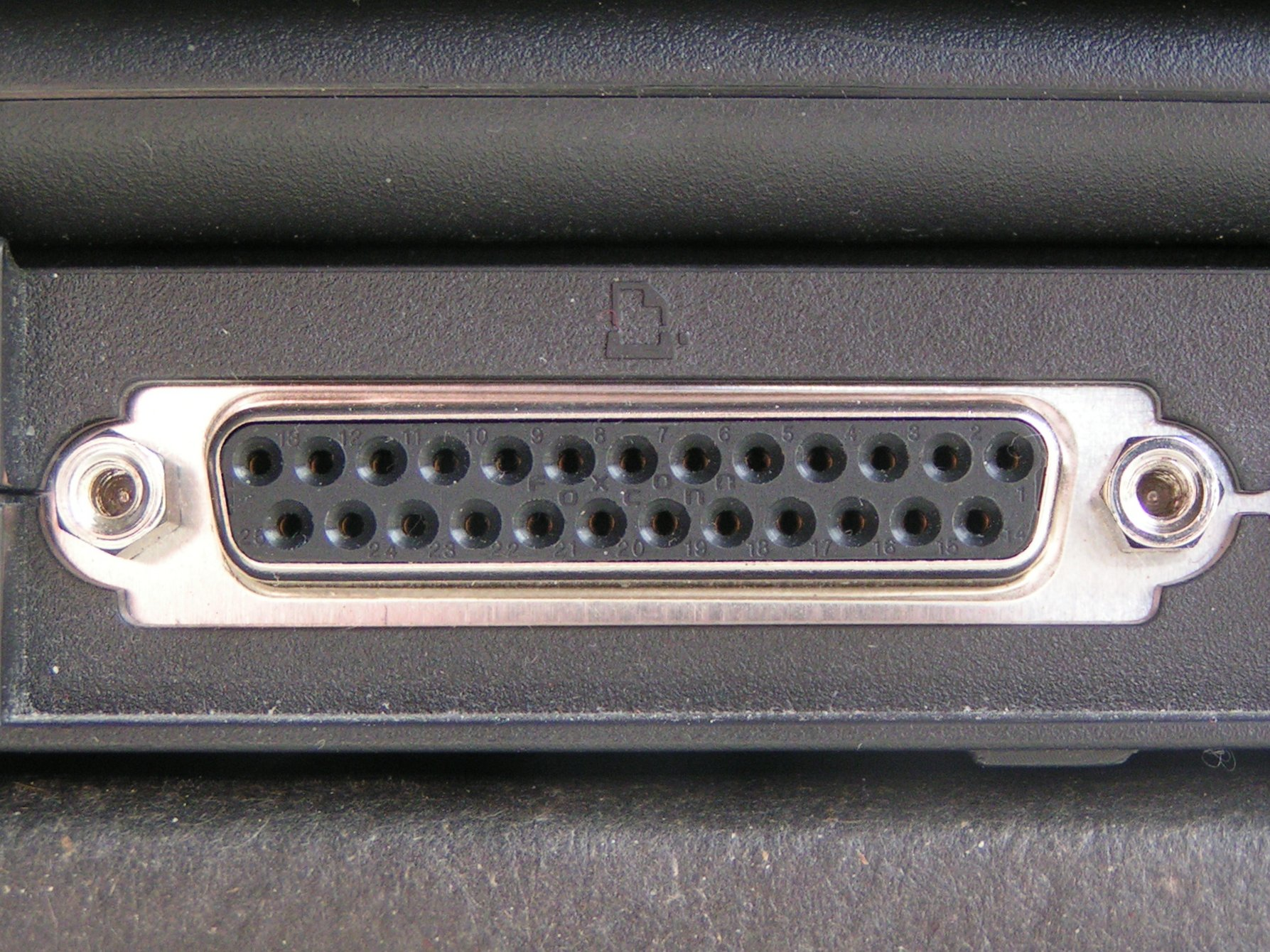
Párhuzamos port aljzat egy laptopon

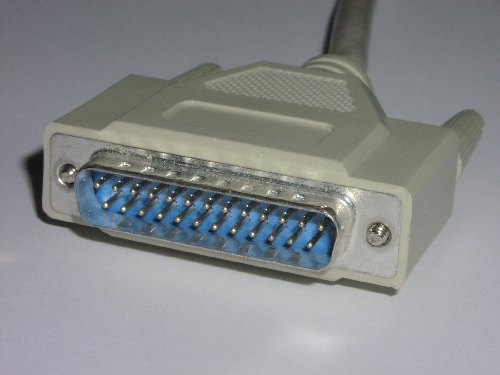
Párhuzamos port csatlakozója

A párhuzamos port, más nevén LPT port (Linear Print Terminal, Lineáris Nyomtató Terminál) egy párhuzamos adatátvitelre alkalmas port az IBM PC-ken. Nevéből adódik, hogy eredetileg nyomtatók csatlakoztatására tervezték, amik az IBM kiterjesztett ASCII karakterkészletével működtek, illesztőprogramok nélkül. A később megjelent grafikus nyomtatók is az LPT portot használták/használják ma is, megfelelő meghajtóprogrammal. Az 1990-es években de facto ez volt a standard nyomtatóport. Mára már inkább teret nyernek a Firewire, USB vagy hálózati nyomtatók. Az LPT port ennek ellenére még nagyon sok új PC-n is megtalálható, valamint kaphatóak kereskedelmi forgalomban PCI vagy PCI-E bővítőkártyák, amikkel lehet LPT portot hozzáadni a számítógéphez. Léteznek USB LPT csatlakozók is, kifejezetten csak nyomtatók csatlakoztatására, ám ezek nem valódi LPT portok. Laptopról már régóta kihagyják a párhuzamos portot, ennek kiküszöbölésére kaphatóak USB LPT „átalakítók”, amik kifejezetten nyomtatók csatlakoztatására alkalmasak, viszont nem minősülnek valódi párhuzamos portnak, ezért alkalmazásuk korlátozott.

## A párhuzamos port felhasználási lehetőségei
- nyomtatók csatlakoztatása

Atmega8 AVR programozási módja, LPT porttal

- egerek, valamint egyéb PC perifériák csatlakoztatása
- LapLink kábelen keresztül  két számítógép közt hálózat létesítése
- mikrokontrollerek programozása (ún. STK programozó)

## Üzemmódok
Egy számítógépen egy, néha kettő, ritkán három LPT port van.
Általánosan használt címek:
- LPT1: I/O port 0x378, IRQ 7
- LPT2: I/O port 0x278, IRQ 5

Üzemmódjai:
- ECP: párhuzamos, kétirányú, egy ISA ciklus alatt. DMA-t igényel.
- EPP: párhuzamos, kétirányú.

Az üzemmód a számítógép indításakor a BIOS-ban állítható be.

## Elnevezése
A CON, AUX, és a PRN érvénytelen fájlnevek Windows alatt, mivel ezeket használja az operációs rendszer az LPT port megnevezésére. Megemlítendő a Windows 9x alatti concon hiba, ugyanis futtatásnál a C:\aux\aux, C:\con\con, c:\prn\prn parancsokra a számítógép lefagyott. A hibát később javították, de frissen telepített Win9x rendszereknél még mindig lefagyást okoz.

## Láb kiosztás

Lábkiosztás

Egy LPT portnak vagy 8 adatbitje, 4 kontroll bitje (Strobe, Linefeed, Initialize, Select In) és öt további 5 bemeneti kontroll bitje, amiket a nyomtató küld a gép felé (ACK, Busy, Select, Error, Paper out). Az átviteli sebessége 12.000 kbit/sec.